# Sakarin Sanajag
Sakarin Sanajag (thailändisch ศักรินทร์ เสนาจักร; * 14. Mai 2004) ist ein thailändischer Fußballspieler.

## Karriere
Sakarin Sanajag erlernte das Fußballspielen in der Jugend vom Chiangmai United FC. Hier unterschrieb er im Januar 2024 auch seinen ersten Vertrag. Der Verein aus Chiangmai spielt in der zweiten Liga, der Thai League 2. Bis zum Ende der Spielzeit 2023/24 kam er nicht zum Einsatz. Im Sommer 2024 wurde sein Vertrag verlängert. Sein Zweitligadebüt gab Sanajag am 26. April 2024 (34. Spieltag) im Heimspiel gegen den Phrae United FC. Bei dem 1:1-Unentschieden wurde er in der 87. Minute für Kittipong Buathong eingewechselt.